# 국토종주 자전거길
국토종주 자전거길은 이명박 정부가 4대강 정비 사업과 함께 발표한 한강, 낙동강, 금강, 영산강 등에 설치된 자전거길이다.

## 구성
한강, 금강, 영산강, 낙동강 종주자전거길이 큰 축이 되고 이외에 아라, 한강(서울), 북한강, 섬진강, 동해안, 제주환상 자전거길 등으로 구성되어 있다. 국토교통부에서 관리하는 4대강 국토종주 자전거길은 다음과 같다.
| 구간명              | 구간명                 | 시·종점                                                     | 길이           | 기타      |
| ------------------- | ---------------------- | ----------------------------------------------------------- | -------------- | --------- |
| 아라 자전거길       | 아라 자전거길          | 아라서해갑문 ~ 아라한강갑문                                 | 21km           | 국토종주  |
| 한강 종주자전거길   | 전체구간               | 아라한강갑문 ~ 팔당대교 ~ 북한강철교 ~ 목행교 ~ 충주댐      | 192km          | 4대강종주 |
| 한강 종주자전거길   | 서울구간               | 아라한강갑문 ~ 팔당대교                                     | 56km           | 국토종주  |
| 한강 종주자전거길   | 국토종주 남한강구간    | 팔당대교 ~ 북한강철교 ~ 목행교 ~ 충주 탄금대                | 132km          | 국토종주  |
| 북한강 자전거길     | 북한강 자전거길        | 밝은광장 (북한강철교) ~ 춘천 신매대교                       | 70km           |           |
| 새재 자전거길       | 새재 자전거길          | 충주 탄금대 ~ 행촌교차로 ~ 상주 상풍교                      | 100km          | 국토종주  |
| 낙동강 종주자전거길 | 전체구간               | 안동댐 ~ 상주 상풍교 ~ 낙동강하굿둑                         | 385km          | 4대강종주 |
| 낙동강 종주자전거길 | 국토종주구간           | 상주 상풍교 ~ 낙동강하굿둑                                  | 324km          | 국토종주  |
| 금강 자전거길       | 금강 자전거길          | 대청댐 ~ 금강하굿둑                                         | 146km          | 4대강종주 |
| 남도 종주자전거길   | 영산강 자전거길        | 담양댐 ~ 담양 메타세콰이아길 ~ 영산강하굿둑                 | 133km          | 4대강종주 |
| 남도 종주자전거길   | 영산강-섬진강 연결구간 | 순창 유풍교 ~ 담양 메타세콰이아길                           | 26km           |           |
| 남도 종주자전거길   | 섬진강 자전거길        | 임실 섬진강생활체육공원 ~ 순창 유풍교 ~ 광양 배알도수변공원 | 154km          |           |
| 오천 자전거길       | 오천 자전거길          | 행촌교차로 ~ 합강공원                                       | 105km          |           |
| 동해안 자전거길     | 동해안 자전거길        | 통일전망대 ~ 영덕 해맞이공원                                | 318km          |           |
| 동해안 자전거길     | 동해안 자전거길 (강원) | 통일전망대 ~ 삼척 고포마을                                  | 242km          |           |
| 동해안 자전거길     | 동해안 자전거길 (경북) | 영덕 해맞이공원 ~ 울진 은어다리                             | 76km           |           |
| 제주환상 자전거길   | 제주환상 자전거길      | 용두암 ~ 제주월드컵경기장 ~ 용두암                          | 234km/순환노선 |           |

## 평가
자전거 동호인들 사이에선 자전거로 국토를 종주하는 것이 가능해진 것과 인증을 할 수 있다는 점. 4대 강의 비경을 볼 수 있다는 점에서 큰 인기를 얻
고 있다.